# 布雷斯勞 (內布拉斯加州)
布雷斯勞（英語：Breslau）是位於美國內布拉斯加州皮爾斯縣的非建制地區。

## 歷史
布雷斯勞的郵局於1911年設立，其後於1935年停運。

## 地理
布雷斯勞所處的海拔為高於海平面513米（即1683英呎），而該地所採用的時區為UTC-6，即北美中部时区（CST）。同時該地設有夏令時間，為UTC-6調快一小時，即UTC-5（CDT）。